# Eckartswiller
 Eckartswiller (en alsacià Eckertswiller) és un municipi francès, situat a la regió del Gran Est, al departament del Baix Rin. L'any 2006 tenia 475 habitants.
Forma part del cantó de Saverne, del districte de Saverne i de la Comunitat de comunes del Pays de Saverne.

## Demografia
| 1962 | 1968 | 1975 | 1982 | 1990 | 1999 |
| ---- | ---- | ---- | ---- | ---- | ---- |
| 369  | 421  | 439  | 470  | 469  | 452  |

## Administració
| Període   | Identitat          | Partit |
| --------- | ------------------ | ------ |
| 2001-2008 | Joseph Arsène      |        |
| 2008-     | Jean-Jacques Jundt |        |